# Warcraft II: Tides of Darkness
Warcraft II: Tides of Darkness (англ. warcraft — военное ремесло; tides of darkness — приливы тьмы) — продолжение компьютерной игры в жанре стратегии в реальном времени Warcraft: Orcs & Humans, разработанное компанией Blizzard Entertainment. Версии для DOS и Mac OS были выпущены в декабре 1995 года в Северной Америке компанией Blizzard и в 1996 году в Европе компанией Ubisoft. В 1996 году компания Blizzard выпустила для DOS и Mac OS дополнение Warcraft II: Beyond the Dark Portal, разработанное компанией Cyberlore Studios, и сборник Warcraft II: The Dark Saga для игровых приставок Sony PlayStation и Sega Saturn. Версия Battle.net Edition, выпущенная в 1999 году, добавила возможность игры через интернет с помощью службы Battle.net, в ней DOS-версия была заменена на версию для Windows.
Сюжет игры разворачивается в фэнтезийной вселенной Warcraft, где идёт война между двумя сторонами — Альянсом людей и Ордой орков. События в игре происходят в реальном времени, а игрок управляет экономикой и ведёт боевые действия. Игра включает в себя сбор ресурсов, постройку зданий, производство подразделений и технологическое совершенствование. От игрока требуется победить противника в бою на земле, в воздухе и на море. Во второй части введён «серый» туман войны — карта местности становится известной игроку после её разведки, а вражеские юниты видны только тогда, когда они остаются в поле зрения дружественного юнита. Игра сохранила симметричный геймдизайн приквела, игровой процесс стал более разнообразным и проработанным, были расширены возможности многопользовательского режима, предоставлен редактор карт, улучшен игровой искусственный интеллект.
Игра была хорошо принята критиками и имела коммерческий успех: к концу 1999 года было продано более двух миллионов экземпляров. После успеха Warcraft II: Tides of Darkness в 1998 году Blizzard Entertainment выпустила стратегию StarCraft на основе игрового процесса Warcraft II, действие было перенесено в космос. В 2002 году сюжет и сеттинг Warcraft II получили своё продолжение и развитие в игре Warcraft III: Reign of Chaos, где были использованы часть персонажей и сюжет из нереализованного проекта квеста Warcraft Adventures: Lord of the Clans. 13 ноября 2024 года в рамках празднования 30-летия серии Blizzard Entertainment выпустила ремастер игры.

## Игровой процесс

Интерфейс игры. Орки (игрок синего цвета) атакуют город Людей и его защитников (белого цвета). Горящее здание близко к разрушению. Действие происходит на зимней карте, и лёд позволяет наземным юнитам проходить по мелководью.

Warcraft II — стратегическая игра в режиме реального времени. В Warcraft II одна сторона представляет человеческих жителей Лордерона и союзных рас, а другая контролирует вторжение орков и их союзных рас. Каждая сторона пытается уничтожить другую военным путём, и для формирования армии требуется сбор ресурсов, постройка зданий и тренировка юнитов. Игра проходит в средневековой обстановке с элементами фэнтези, где обе стороны имеют рукопашные, дальнобойные, морские, воздушные и магические юниты.

### Игровой мир
Действия в игре разворачиваются на двумерной тайловой карте, каждая клетка которой может быть равнинной, а также покрытой лесом или горами. Расчистка леса происходит во время его вырубки рабочими, а горы могут быть расчищены специальными юнитами со взрывчаткой. Данные типы местности могут быть разделены морем, перемещение по которому производится морскими юнитами. В игре присутствует туман войны, когда изначально вся карта покрыта «чёрным» туманом, а после разведки территории если она пропадает из поля зрения дружественных юнитов, то покрывается «серым» — игрок видит только последнее состояние местности или зданий противника.
Взаимодействие с игрой происходит посредством «укажи и щёлкни»-приказов дружественным юнитам и зданиям: игрок может отдавать приказы на атаку врага, защиту местности, патрулирование, стройку зданий, добычу ресурсов, совершенствование технологий и так далее. Приказы могут отдаваться как единичным юнитам, так и группам до 9 единиц. В игру встроены и другие способы управления группами, например, игрок может запомнить некоторый набор юнитов, сохранить его как отряд и позже вернутся у нему, и таким образом оперировать несколькими отрядами.

### Режимы
Warcraft II позволяет игрокам играть против компьютерных противников в отдельных кампаниях Людей и Орков и в автономных сценариях. Кампания представляет собой последовательность миссий с возрастающей сложностью и разнообразием, каждая из которых разворачивается на отдельной карте и от игрока требуется выполнить её задание. Большинство миссий кампании следуют схеме «собирать ресурсы, строить здания и подразделения, уничтожать противников». Однако не у всех миссий есть экономическая составляющая, а сценарии включают в себя такие задачи, как спасение войск или фортов или сопровождение важных персонажей через территорию противника. Некоторые миссии построены так, что игроку нужно разгадать происходящее как «головоломку», и в дальнейшем для прохождения применить соответствующую стратегию.
В Warcraft II есть редактор карт, который позволяет разрабатывать сценарии как для использования в многопользовательских сеансах, так и в играх против компьютерных противников. Редактор работает под Mac OS и под Windows 95. Если же установлена библиотека WinG, то под Windows 3.x. Редактор карт включает в себя не только редактирование ландшафта, но и настройку ряда параметров, таких, как стоимость постройки юнитов или строений, начальную расстановку сил, и других. Эти параметры позволяют пользователям создавать особенные сражения и влиять на эффективность стратегий того или иного сценария.
Игра в сценариях может проходить либо в одиночном режиме с противниками, контролируемыми искусственным интеллектом, либо в многопользовательском, где может участвовать до восьми игроков. Версия для DOS изначально осуществляла поддержку многопользовательских игр по нуль-модемному соединению, модему либо по протоколу IPX, а версия для Mac позволяла играть по TCP/IP и AppleTalk.

### Экономика и война
В Warcraft II от игроков требуется собирать ресурсы, строить здания и производить юнитов для победы над противником в бою. Изначально имеется центральное здание (Ратуша людей и Зал Вождей орков), которые позволяют создавать рабочих, а те могут добывать в шахтах золото и рубить лес, и после доставляют ресурсы до ближайшего главного строения. Добытые ресурсы могут быть использованы на тренировку новых юнитов, постройку зданий или технологическое совершенствование. Для доступа к более совершенным зданиям и юнитам требуется выполнение соответствующих условий. Например, паладина игрок может получить из рыцаря при наличии здания церкви, сам же рыцарь доступен после постройки конюшни, возведение которой может быть выполнено только после совершенствования центрального здания. Новые здания влияют на эффективность сбора ресурсов — постройка лесопилки повышает выработку леса, совершенствование центрального здания увеличивает добычу золота, нефтеперерабатывающий завод улучшает добычу нефти. Нефть является «морским» ресурсом — его добыча возможна только в море после постройки верфи и танкера, а используется этот ресурс только для постройки и совершенствования кораблей. Количество ресурсов на карте ограничено запасами шахт и нефтяных скважин, а вырубка леса приводит к расчистке ландшафта. В качестве ещё одного ресурса рассматривается продовольственное снабжение, формируемое из числа построенных ферм, каждая из которых обеспечивает питание до четырёх юнитов. Если ферм недостаточно, то игрок не может тренировать дополнительных юнитов. Строения не обязательно используются в игре для их непосредственной функции. Например, фермы можно использовать для формирования периметра обороны, так как у них большой запас прочности. Наборы зданий людей и орков похожи — у них разные названия и представление, но выполняют одну функцию для производства и совершенствования наземных, морских и воздушных юнитов.
В зависимости от типа юнита каждый из них имеет определённый набор характеристик — сила атаки базовая и максимальная, дальность атаки и обзора, уровень брони, стоимость и время производства, скорость перемещения и другие. Некоторые характеристики могут изменяться в результате технологического улучшения (например, ковки новой брони в кузнице, что по завершении влияет на все юниты с бронёй), так и после совершенствования конкретного юнита. Управляемые юниты имеют некоторый интеллект. Так, при встрече с противником они автоматически атакуют. Приказы игроков более интеллектуальны, например, получивший команду на оборону юнит атакует все враждебные силы в месте приказа, но не преследует врагов. Такой интеллект позволяет повысить выживаемость юнитов в случае, если игрок занят другими событиями. Однако, юниты не координируют действия друг с другом, и это уже становится задачей игрока. Эффективность в сражениях определяется в том числе разнообразием используемых юнитов и стратегиями их применения.
В целом расы в Warcraft II имеют симметричный геймдизайн — характеристики и способности юнитов орков и людей во многом повторяются. Тем не менее, имеются некоторые различия. Так, когда появляются улучшенные боевые единицы, у орков появляется преимущество в наземном бою, в то время как у людей наличествуют более сильные заклинатели и флот. Самые продвинутые наземные единицы с каждой стороны могут быть модернизированы и обучены некоторым заклинаниям, которые отличаются для обеих сторон. В некоторых миссиях кампании есть юниты-герои, которые имеют лучшие характеристики, чем обычные единицы того же типа. Кроме того, герои имеют уникальные изображения и имена, и не должны умирать, поскольку это приводит к провалу миссии.

### Нововведения
По сравнению с предыдущей игрой Warcraft: Orcs & Humans игровой процесс претерпел ряд изменений. Местность стала более разнообразной — в игру были добавлены море и горы. Введён новый ресурс «нефть», добываемый в море и используемый для морских юнитов и их технологического совершенствования. Сражения стали происходить не только на земле, но на море и в воздухе. При этом юниты, в зависимости от своего типа, получили способности к атаке в данных областях. Введены новые приказы (патрулирование, защита и т. д.), а возможность одновременно управляемых единиц увеличена с 4 до 9, что расширило спектр возможностей игрока. Введён «серый» туман войны, когда игрок может видеть текущие события только тех областей, которые находятся в поле видимости дружественных юнитов. Рабочие ранее были беспомощны, а во второй части получили способность к некоторому боевому сопротивлению.
В игру введён ряд новых боевых юнитов и зданий — отряды взрывателей, разведчики, башни (сооружения), подводные лодки, эсминцы, драконы и другие. Обновлена магическая система заклинателей — добавлены превращения юнитов в животных, замедление и другие. Подверглись изменениям здания, появилось понятие модернизации строений, а также технологического совершенствования выработки добываемых ресурсов. Из игры были исключены дороги, и теперь для постройки зданий не требуется их наличие — здания возводить можно в любом свободном месте. Игрокам дали возможность строить центральные здания, и экономика перестала быть привязанной к одному месту. Возможности сетевой игры расширены с 2 до 8 игроков, усовершенствован искусственный интеллект, добавлен редактор уровней.

## Сюжет
Первая война, описанная в игре Warcraft: Orcs & Humans, окончилась падением Штормграда, и город лежал в руинах. Выжившие бежали по морю в людское королевство Лордерон, и орки решили покорить земли к северу и присоединить Лордерон к себе. Орда почти разгромила нацию Азерота, и Андуин Лотар составил отчаянный план — собрать людей и привлечь помощь бывших соперников человечества, эльфов и дворфов. Король Теренас созвал лидеров своих соседей, и после долгих обсуждений и планирования они согласились сформировать Альянс Лордерона. Однако и в Альянсе существуют внутренние конфликты — правитель Гилнеаса Седогрив не желает предоставлять помощь, кроме минимальной, и королевство Альтерака также мешкает присоединиться. Однако в Орде также присутствуют внутренние конфликты. Оргрим Молот Рока теперь держит Гул’дана на коротком поводке, а сыновья вождя Чернорука теперь также против его правления. Гул’дан планирует получить богоподобные силы и покинуть Орду, и обманывает Оргрима, притворившись, что подчиняется тому. Он также создаёт новых рыцарей смерти и огров-магов, чтобы показать тому свою «лояльность». Однако Орда также получает новых союзников, так как Оргрим находит лесных троллей и убеждает их страшного вождя, Зул’джина, присоединиться к Орде после того как тот был спасён от людей. Штормград и Каз Модан в железной хватке Орды, и их следующей целью являются королевства Лордерона. Обе стороны собрали союзников, накопили силы, получили новые возможности, в том числе военно-морские и воздушные подразделения, и более способные заклинатели.
В Warcraft II присутствуют две кампании — людей и орков: они описывают одну и ту же войну с разных сторон, но оканчиваются по-разному — соответственно победой людей и уничтожением Тёмного портала, откуда пришли орки, или победой орков и разорением города людей Лордерона. Последующие игры серии и связанные произведения предполагают, что «канонической» является победа людей, хотя и события кампании орков не отрицаются полностью. В соответствии с руководствами к Warcraft II: Tides of Darkness и Warcraft III: Reign of Chaos, орки вначале добились успехов и побеждали в войне; Альянс, вначале почти потерпевший поражение, воспользовался для контрнаступления внутренними трениями Орды, устроенными чернокнижником Гул’даном, который нашёл и поднял из воды затопленную Гробницу Саргераса. В 2007 году вышла новеллизация игры от Аарона Розенберга, в которой была изменена хронология и концовка кампании орков. В книге на помощь осаждённому Лордерону пришли войска Туралиона, которые вмешались в ход битвы. По данной хронологии бой за Лордерон проходил до битвы за Гробницу Саргераса, и во время боя к Оргриму пришла новость о том, что Гул’дан предал Орду и с частью войск ушёл за океан. Вождь, несмотря на то, что Лордерон уже не мог долго выстоять, решил отступить и пустился в преследование за Гул’даном. Альянс не стал преследовать отряды Оргрима и окружил оставшиеся войска орков, которые всё же отступили. Победу одержал Альянс.

### Кампания людей
Первая битва случилась у Южнобережья, где Альянс собрал флот и встретился в тяжёлом бою с Ордой, и освободил из плена эльфов Луносвета. После отступления орков флот под командованием адмирала Праудмура последовал за ними к их тайной базе на острове Зул’дар, и захватил её, но победа была горькой, поселения Хилсбрада и Южнобережья были оставлены в руинах. Однако верховное командование было удовлетворено победой и отправило командира с его войсками на основной фронт к захваченному орками острову Тол Барад. После этого командир успешно отбил остров и уничтожил крепость Орды у руин Дун Модра.
Выбитые из Дун Модра войска Орды отступили в Дун Альгаз. Лотар, желавший оттеснить Орду ещё дальше в Каз Модан, приказал войскам атаковать крепость орков, и далее выбить Орду из крепости Грим Батол. Лотар надеялся, что без базы они не смогут задержаться в Каз Модане и будут вынуждены отойти ещё дальше на юг. После разгрома Грим Батола пришли вести о бунте крестьян на севере, в поселениях у Длани Тира, и войскам командира пришлось вернуться для успокоения бунта.
Когда Утер Светоносный прибыл на остров Каэр Дарроу с миссией милосердия, чтобы оказать помощь и поддержку людям, пережившим кровавые набеги, он попал в засаду каперов из Альтерака. В последовавшем за этим морском сражении были схвачены несколько матросов. После допроса предателей из Альтерака оказалось, что лорд Альтерака, Айден Перенольд, сотрудничал с Ордой с самого начала войны в качестве информатора в обмен на безопасность. Разгневанный Лотар послал войска на Альтерак, и они освободили захваченных крестьян и магов Даларана, и помимо этого почти полностью разгромили государство Альтерака. Перенольд был взят в плен, а королевство Альтерака перестало существовать.
В конце концов, после победы у острова Павшего креста, силы Альянса оттеснили Орду к Чёрной горе, а армия Лотара взяла в осаду её крепость — последний серьёзный оплот Орды в южных землях орков. Вождь Оргрим и его приспешники, запертые в крепости и не желавшие отступать дальше, выманили Лотара — который планировал принять безоговорочную капитуляцию орков — с его группой воинов к Пику Чёрной горы, и устроили засаду большой группой орков и огров; Лотар пал в бою. Несмотря на гибель командующего, армия людей обратила Орду в бегство и отбросила её к Тёмному порталу, через который орки когда-то вторглись в Азерот. У подножья этих врат и произошла последняя битва между Альянсом и Ордой. Люди одержали победу, Тёмный портал был разрушен магом Кадгаром, и вскоре Оргрим со своими уцелевшими подданными уже шёл под конвоем на север.

### Кампания орков
После подготовки войск на острове Зул’дар командир Орды, по приказу Оргрима, посредством рейда на Хилсбрад освободил Зул’джина из плена людей и с его помощью атаковал и разгромил Южнобережье. Тем не менее, Альянс сумел оттеснить войска Орды через Дун Модр в Дун Альгаз. Командир орков возглавил контратаку и отбил Дун Модр и нанёс удар по Тол Бараду. В конечном итоге Орда смогла полностью уничтожить Тол Барад, оставив только безжизненные руины. После разгрома крепости Оргрим приказал командиру обеспечить проход Чо’Галлу к Грим Батолу для инспекции завода по очистке нефти насчёт его готовности к дальнейшим походам войск Орды. Убедившись, что завод выполняет квоту, командир атаковал крепость Стромгард по воде с использованием транспортных судов, и разгромил её полностью, не оставив никого из защитников в живых.
Между тем Гул’дан, надеясь посеять раздор между людьми и эльфами, обнаружил таинственный артефакт эльфов у крепости Каэр Дарроу, и войскам командира был дан приказ о его захвате. Мутировав с помощью рунического камня свой легион огров в огров-магов, командир сровнял с землёй оборону Длани Тира и разрушил город Стратхольм, перерезав снабжение Кель’таласа. После дальнейшего уничтожения эльфийской крепости в Кель’таласе войска Орды отступили когда пришли новости о предательстве Гул’дана, который сформировал клан Сумеречного молота и поднял Гробницу Саргераса с дна океана. После тяжёлой битвы войска командира вернулись с головами Гул’дана и Чо’Галла, и осадили Даларан, который был разгромлен и опустошён с помощью драконов, подчинённых Оргриму. Вести о падении Даларана дошли до короля Теренаса, который не ожидал того, что Орда атакует слабо защищённый город Лордерон. Орки и тролли вошли в город, убивая людей по пути до тронного зала, где король был убит, и после красные драконы сожгли крепость.

## Разработка
Увидев хороший отклик на выпущенную в ноябре 1994 года игру Warcraft: Orcs & Humans, Blizzard Entertainment начала работать над Warcraft II: Tides of Darkness. Разработка началась в феврале 1995 года и игра была выпущена в декабре для DOS и в августе 1996 года для Mac OS. Позднее Blizzard пояснила, что небольшие бюджеты того времени позволили сократить время разработки. Успех Warcraft: Orcs & Humans позволил Blizzard нанять больше высококлассных разработчиков. Изначально дизайн совмещал современные и фэнтези элементы, к примеру, бой современного истребителя с огнедышащим драконом. Однако разработчики со временем сочли это неудовлетворительным, и решили, что есть достаточно содержимого для фэнтези-стратегии. Первая выпущенная версия Warcraft II: Tides of Darkness работала по локальной сети используя протокол IPX, но не работала по Интернету, так как в ней не было поддержки протокола TCP/IP. Программа Kali, которая позволяла использовать Интернет в виде локальной сети, стала очень популярной, и Blizzard быстро предоставила игрокам программу, которая упростила создание многопользовательских сеансов игры Warcraft II с использованием Kali.

### Проектирование игрового процесса
После издания Warcraft: Orcs & Humans сотрудники Blizzard получили множество отзывов и пожеланий от игроков, ожидающих продолжения игры, и разработчики старались прислушаться к публике. В то же время, как выражается Рон Миллар, Warcraft II стала Warcraft I, но в которой были реализовано то, что не успели сделать в первой части. Во время проектирования в июне 1995 года одним из главных нововведений были озвучены появление моря и добавление новой игровой механики тумана войны. Последнее было самым желаемым нововведением по запросам игроков, и представляло собой добавление «серого» тумана, когда если часть карты перестаёт обозреваться дружественными юнитами, то игрок видит последнее состояние, но не знает о последующих изменениях. Это принципиально изменило применяемые игроками тактики, когда нужно было проводить разведку, стало возможным делать заходы с фланга, организовывать засады, внезапно уничтожать экономику противника в его отрыве от главных сил и так далее.
Игроки желали появления новых рас, и сначала Blizzard рассматривала орков, огров, людей и эльфов. Однако, впоследствии люди и эльфы, как и огры и орки, были объединены, в новой игре осталось две противоборствующие стороны и это стало единственным невыполненным Blizzard пожеланием. После объединения представители рас стали выполнять разную роль (например, пешие юниты это люди, а лучники это эльфы), и разработчики пытались наделить персонажей особенными для расы свойствами. Разрабатывая сюжет и его сценарии, изначально предполагалось сделать его более интерактивным, когда игрок вместо линейного прохождения мог выбирать те или иные задания, например выбирать одно из двух по обстоятельствам, или штурмовать крепость или подождать и подготовиться чтобы провести облегчить штурм в последующем.
Введение моря привело к добавлению нового ресурса (нефти), необходимого для постройки и совершенствования боевых кораблей. Море также изменило игровые тактики, так как для преодоления водной преграды пешими юнитами стало необходимым использование десантных кораблей. Разработчики ещё в приквеле Warcraft: Orcs & Humans во время проектирования собирались ввести четвёртый ресурс stone (с англ. — «камень»), предназначенный для постройки зданий, но отказались от этого из-за излишней сложности. В Warcraft II была предпринята ещё одна попытка введения этого ресурса, но на этот раз его реализовали в прототипе и к нему было добавлено здание Mason’s Hall (с англ. — «Зал каменщика»), позволяющее начать строительство с помощью камня. Однако после тестирования разработчики пришли к выводу, что данный ресурс не нужен. В игре проектировалось ряд второстепенных зданий, постройка которых не являлась необходимым для победы, и по ходу разработки создатели приняли решение об объединении некоторых из них. Так появилось здание Elven Fletcher (с англ. — «Лесопилка эльфов»), которое комбинировало такие функции, как повышение производительности при рубке леса и возможность улучшения лучников. Помимо этого, рабочие получили возможность после рубки приносить древесину в это здание в случае, если оно находится ближе, чем центральное.

### Дополнения
Компания Cyberlore Studios в 1996 году разработала дополнение к игре под названием Warcraft II: Beyond the Dark Portal. Дополнение включало новые кампании Людей и Орков, а также новых и более сильных героев. Позже в том же году Blizzard для платформ DOS и Windows 3.x издала сборник Warcraft II: Battle Chest, включающий в себя Tides of Darkness и Beyond the Dark Portal.
В 1996 году WizardWorks опубликовала дополнение W!Zone, разработанное Sunstorm Interactive, Inc. и авторизованное у Blizzard Entertainment. Позднее от тех же разработчиков вышло продолжение W!Zone II: Retribution. Maverick Software в 1997 году разработала и издала дополнения под названием The Next 70 Levels и The Next 350 Levels, права на издание которых также были получены у Blizzard Entertainment.
В 1990-х годах существовало несколько переводов игры на русский язык. В 1996 году нижегородской студией «СловоПалитраКод» Warcraft II была неофициально локализирована под названием «Военное ремесло II: под покровом ночи», и эта версия игры стала одной из самых известных на постсоветском пространстве. Редакция издания «Игромания» в 2000-х годах высоко оценила этот перевод и посчитала локализацию лучшей за историю России. В интервью сотрудники «СловоПалитраКод» сообщили, что их работа началась только после основательной подготовки, в ходе которой они погружались в эпоху и тему игры, читали книги на русском и английском языках, совпадающие по стилю и словарю с переводимой игрой. Над локализацией работала команда из шести человек, в которой каждый специализировался на определённых задачах. Полученная версия Warcraft II стала настолько популярной, что её элементы попали в народный фольклор. Данная работа студии «СловоПалитраКод» оказала влияние и на игровую индустрию в России — после её успеха издатели поняли, что переведённые игры продаются лучше оригинальных, и это стимулировало локализацию других игр.
В 1998 году украинские разработчики из GSC Game World выпустили неофициальный ремейк WarCraft 2000: Nuclear Epidemic, в котором, помимо улучшенной графики, имелось ядерное оружие, однако игра так и не была доработана.
Blizzard продала Electronic Arts эксклюзивные мировые права на разработку, публикацию и распространение приставочных версий игры. В 1997 году Electronic Arts издала игру Warcraft II: The Dark Saga для приставок Sony PlayStation и Sega Saturn, в которой были объединены кампании Warcraft II: Tides of Darkness и Warcraft II: Beyond the Dark Portal. The Dark Saga также позволила игрокам автоматизировать модернизацию зданий и производство юнитов, и дала возможность выбора большего количества юнитов за раз, что не было доступно на версиях для DOS и Mac OS.
В 1999 году Blizzard опубликовала для Windows и Mac OS издание Warcraft II: Battle.net Edition, которое объединило оригинальную игру и дополнение, сохранило особенности версии для Mac OS и заменило DOS-версию версией для Windows, где была включена поддержка онлайн-сервиса Battle.net для использования в многопользовательских играх. После обдумывания, стоит ли добавлять новое содержимое в игру, в Blizzard предпочли облегчить процесс начала многопользовательских матчей между игроками. В Battle.net Edition были добавлены некоторые улучшения пользовательского интерфейса от StarCraft — горячие клавиши для быстрого перехода к текущим событиям, назначения номеров группам единиц и двойной щелчок для быстрого выбора всех боевых единиц одного типа. Однако они исключили производственные очереди и путевые точки.

## Отзывы
| Сводный рейтинг         | Сводный рейтинг | Сводный рейтинг | Сводный рейтинг |
| Издание                 | Оценка | Оценка | Оценка |
| Издание                 | DOS | Mac | PS |
| ----------------------- | --- | --- | --- |
| GameRankings            | 95 % | | |
| Иноязычные издания      | | | |
| Издание                 | Оценка | Оценка | Оценка |
| Издание                 | DOS | Mac | PS |
| CGW                     | [ 1 ] | | |
| GameRevolution          | 91 % | | |
| GameSpot                | 93 % | | |
| Génération 4            | | 94 % | |
| Power Play              | 90 % | | |
| The Adrenaline Vault    | 91 | | |
| Computer Games Magazine | [ 12 ] | | |
| Entertainment Weekly    | A | | |
| Next Generation         | [ 49 ] | | |
| Macworld                | | 7,7/10 | |
| Mac Gamer               | | 95 % | |
| Русскоязычные издания   | | | |
| Издание                 | Оценка | Оценка | Оценка |
| Издание                 | DOS | Mac | PS |
| «Игромания»             | | | [ 51 ] |
| «Страна игр»            | [ 11 ] | | |
| Великий Dракон          | | | [ 41 ] |
| Магазин игрушек         | 100 % | | |
| Награды                 | | | |
| Издание                 | Награда | Награда | Награда |
| Computer Gaming World   | Рейтинг лучших игр всех времён, 28-е место (1996) Лучшая игра 1995 года по мнению читателей Игра включена в Зал Славы (1998) | Рейтинг лучших игр всех времён, 28-е место (1996) Лучшая игра 1995 года по мнению читателей Игра включена в Зал Славы (1998) | Рейтинг лучших игр всех времён, 28-е место (1996) Лучшая игра 1995 года по мнению читателей Игра включена в Зал Славы (1998) |
| PC Gamer                | Лучшая игра 1995 года | Лучшая игра 1995 года | Лучшая игра 1995 года |
| Game.EXE (1999)         | Лучшие компьютерные игры 1990-х годов по версии лучших разработчиков, 5-е место                                              | Лучшие компьютерные игры 1990-х годов по версии лучших разработчиков, 5-е место                                              | Лучшие компьютерные игры 1990-х годов по версии лучших разработчиков, 5-е место                                              |
| GameSpy (2001)          | Рейтинг игр всех времён, 3-е место                                                                                           | Рейтинг игр всех времён, 3-е место                                                                                           | Рейтинг игр всех времён, 3-е место                                                                                           |
| «Страна игр» (2001)     | Рейтинг игр всех времён, 1-е место                                                                                           | Рейтинг игр всех времён, 1-е место                                                                                           | Рейтинг игр всех времён, 1-е место                                                                                           |

Warcraft II: Tides of Darkness имела коммерческий успех, получив хорошие отзывы от критиков. Так, средняя оценка на агрегаторе оценок GameRankings составляет 95 %, а продажи превышают один миллион экземпляров. Этот успех позволил Blizzard Entertainment подняться до уровня таких студий, как Westwood Studios, id Software и LucasArts. В 1996 году игра заняла первое место по продажам, и до выпуска Warcraft II: Battle.net Edition в 1999 году было продано больше двух миллионов экземпляров. Warcraft II очень часто сравнивают с серией Command & Conquer компании Westwood Studios, и конкуренция между этими сериями является основным фактором развития жанра стратегий в реальном времени в конце 1990-х годов.
После выпуска игры многие обозреватели похвалили её за детализированную SVGA графику, с помощью которой здания и единицы были прорисованы в более высоком разрешении. Журналисты также оценили отрендеренное внутриигровое видео, которое добавило «дополнительное измерение» в сюжетную кампанию игры. Озвучивание было высоко оценено многими критиками — они приветствовали появление трёхмерного звука, который улучшил качество звуковых эффектов по сравнению с предшественницей, Orcs & Humans. Помимо этого, были получены положительные отзывы о пятидесяти минутах игровой музыки. Так, автор публикации в GameSpot Рон Дулин назвал её «бомбой, которая идеально вписывается в настроение».
Большинство критиков согласилось с тем, что игровая система схожа с системой приквела, но введение морских и воздушных подразделений и нового ресурса значительно обогатило игру, увеличив количество возможных стратегических решений. Обозреватель Next Generation заявил, что новые подразделения и ресурсы открывают множество стратегических возможностей, и что самое большое улучшение игры относительно оригинального Warcraft — это новая, интуитивно понятная система управления, которая позволяет игрокам сразу выбирать несколько единиц и получать доступ к меню команд путём использования правой кнопки мыши. Туман войны, который заставлял игроков постоянно разведывать, также получил положительные оценки GameSpot, хотя критик Computer Games Magazine сожалел, что линия зрения подразделений не учитывает почву и деревья. Улучшения интерфейса игры, такие, как возможность выбора до девяти единиц одновременно, были восприняты положительно. Их охарактеризовали как делающие «крупномасштабные битвы более жизнеспособными и забавными».
Обозреватели журналов Next Generation и Computer Games Magazine посчитали, что искусственный интеллект в игре значительно лучше, чем в Warcraft: Orcs & Humans. Журналист Coming Soon Magazine счёл, что искусственный интеллект недостаточно развит для того чтобы противостоять человеку, и поэтому интереснее играть в многопользовательском режиме. При этом, по его же словам, две раздельные сюжетные линии в кампаниях увеличивают продолжительность игры. Журналист GameSpot сожалел, что кампании «немного коротки», но наличие редактора карт и возможность игры в многопользовательском режиме восполняют этот недостаток. Майкл Роса, критикуя версию для Mac OS, порадовался возможности играть по Интернету без необходимости платить подписку за программное обеспечение Kali.
Майкл Гоуэн из Macworld писал, что «эта игра устанавливает стандарт для жанра и по-прежнему представляет собой одну из лучших доступных игр: если вы не играли в неё, вы что-то пропустили». Сергей Лянге из «Страны игр» похвалил игру, назвав её «великолепным сиквелом Warcraft'а», но раскритиковал «старый сюжет».
PC Gamer US назвал Warcraft II лучшей игрой 1995 года. Редакторы назвали это «лёгким» выбором и писали, что «Warcraft II выделяется как самая впечатляющая, самая интересная игра 1995 года». Журнал также дал Warcraft II награду за «Лучшую многопользовательскую игру» 1995 года. Редакторы Macworld дали игре свою премию «Лучшая стратегическая игра» 1996 года. В том же году Next Generation поместил игру на десятое место в своём списке «100 лучших игр за всё время», объяснив, что «стратегия сложная, а классная SVGA графика поддерживает связь игрока со всем, что происходит на экране, и что Warcraft II демонстрирует наилучшее использование записанной речи, которое мы когда-либо видели». Warcraft II заняла второе место в номинации «Стратегия 1995 года» журнала Computer Gaming World. Редакторы писали, что Warcraft II «заставит вас приклеиться к компьютеру на часы», и отметили, что она «могла бы выиграть, если бы соперничество не было таким ожесточённым».
В последующем Warcraft II занимала высокие строчки в рейтингах компьютерных игр времён. Так, в 1999 году Game.EXE поставил игру на 5-е место, в 2001 году GameSpy и «Страна игр» разместили Warcraft II на 3-е и 1-е места соответственно. Рецензенты отмечали высокую проработку игры практически во всех аспектах — глубокий и свободный геймплей, наличие многопользовательской игры и редактора уровней, игровая атмосфера, качество графики, анимации и звукового сопровождения. В 2007 году редакция IGN поставила Warcrat II на 19-е место в своём рейтинге игр всех времён для персональных компьютеров. В рецензии отметили, что место обусловлено ролью Warcraft II в развитии жанра стратегия реального времени и тем, что игра по-прежнему соответствует стандартам индустрии.
В ретроспективе отмечается, что первые оценки критиков Warcraft II: Tides of Darkness не были очень высокими, так как глубина игрового процесса и баланс требуют времени для понимания, а журналисты, как правило, выполняют свою работу под давлением ограниченного времени, а первый взгляд на игру не давал поводов для «Вау!»-эффекта.

### The Dark Saga
GameSpot похвалил версии игры для приставок Sony PlayStation и Sega Saturn, которые объединили Warcraft II: Tides of Darkness и Warcraft II: Beyond the Dark Portal, в одну игру, отметив, что они практически идентичны. Рецензенты GameSpot, обозревшие версии для PS и Saturn, предположили, что игрокам персональных компьютеров не следует покупать консольные версии, но порекомендовали игру тем, кто использует только консоль. Absolute PlayStation и Electronic Gaming Monthly опустили сравнение с версией для персональных компьютеров, и похвалили сами консольные версии. Sega Saturn Magazine дал версии для Saturn оценку 91 %, назвав её «очень приятной и убедительной игрой в стратегическую войну». Обозреватель журнала «Великий Dракон» похвалил версию игры для PlayStation и поставил ей пятёрку, отметив, что нововведения сделали игру более динамичной, чем в версиях для настольных компьютеров.
Absolute PlayStation, Sega Saturn Magazine, и Electronic Gaming Monthly прокомментировали, что у консольных версий нет режима многопользовательской игры, но были поражены количеством карт для стычек. В двух обзорах GameSpot было отмечено, что, хотя большинство миссий кампании следуют шаблону «добывать, строить, уничтожать», некоторые из них имеют другие цели.
Absolute PlayStation и Electronic Gaming Monthly сочли управление на консолях с помощью джойпада лёгким. В обзорах GameSpot и «Великого Dракона» для PlayStation было отмечено, что игрок может автоматически улучшать здания, автоматически строить единицы и выбирать больше войск, чем в версии для персональных компьютеров.

### Battle.net Edition
В обзоре Battle.net Edition журналист GameSpot счёл, что искусственный интеллект игры хоть и предсказуем, но очень эффективен, а многопользовательский режим сделал игру четырёхлетней давности более приятной, чем по меньшей мере половина новых стратегических игр, выпущенных в 1999 году. По словам рецензента GameSpot, сервис Battle.net уже был испытан на надёжность играми Diablo и StarCraft, и был удобен и привлекателен для всех пользователей.

## Наследие
После успеха Warcraft II Blizzard Entertainment приступила к разработке новой стратегии в реальном времени под названием StarCraft, которая была основана на принципах серии Warcraft и переводила её в футуристическую вселенную. Однако демоверсия игры, показанная на E3 1996, была плохо воспринята критиками, которые назвали её «орками в космосе». Это толкнуло компанию к полной переработке проекта и тем самым отложило выход игры до 1998 года. Новая концепция Blizzard в StarCraft основывалась на создании игры, в которой представлены расы с как можно более различными игровыми механиками, но при этом задачей стало сохранение баланса между ними. Благодаря этому StarCraft и её дополнение StarCraft: Brood War получили как большой коммерческий успех, так и высокую оценку критиков, а продажи игры составили более 10 миллионов экземпляров. Игра часто соперничала с Total Annihilation за титул «лучшей стратегии в реальном времени».
Параллельно с разработкой StarCraft Blizzard Entertainment и Animation Magic начали работать над приключенческой игрой Warcraft Adventures: Lord of the Clans, сюжет которой основывался на продолжении событий Warcraft II. Планировалось, что игра будет рассказывать о событиях, произошедших после событий Warcraft II: Beyond the Dark Portal с некоторыми персонажами серии Warcraft, и поведает историю молодого орка Тралла. Выпуск игры откладывался несколько раз, а в 1998 году на E3 Blizzard Entertainment объявила об отмене. Впоследствии сценарий Warcraft Adventures: Lord of the Clans был описан в книге Warcraft: Lord of the Clans и послужил основой для сюжета игры Warcraft III: Reign of Chaos. Таким образом, вышедшая в 2002 году компьютерная игра Warcraft III: Reign of Chaos продолжила сюжет Warcraft II. Помимо сценария, в новую игру были перенесены базовые игровые механики и присущий второй части юмор, графика стала трёхмерной, а также был сохранён художественный стиль. Столь поздний выпуск третьей части компания обосновывала ожиданием необходимого уровня технологий трёхмерной графики.
В проектировании игрового баланса Warcraft II рассматривается как характерный пример симметричного геймдизайна, когда игра создаётся так, чтобы игрокам предоставлялся одинаковый набор действий и возможностей и таким образом игроки имеют равный шанс на победу. Другими словами, расы Warcraft II спроектированы так, что большинство юнитов одной расы имеют аналогичный в другой (например, если у орков есть драконы, то у людей имеются аналогичные грифоны; симметрия также прослеживается между паладинами и ограми). WarCraft совместно с Command & Conquer породили множество игр-клонов, которые предложили только незначительные изменения в игровом процессе (например, указание точек пути маршрута или изменения последовательности производства юнитов). Как следствие, эти игры не смогли конкурировать и исчезли.

### Комментарии
1. ↑  Например, лучники могут атаковать любые юниты, пушечные башни только морские и наземные, конница только наземные.
2. ↑  Все имена и названия здесь и далее приведены согласно русскоязычной локализации игры World of Warcraft, осуществлённой компанией Blizzard Entertainment в 2008 году, и её дополнений, которые продолжают сюжет вселенной Warcraft.
3. 1 2  Безымянным командиром является сам игрок.
4. ↑  Согласно Warcraft II: Tides of Darkness, орки неожиданно атаковали и убили Лотара на переговорах. В последующих играх серии и связанных произведениях этот эпизод описывался как честный поединок между Лотаром и Оргримом, в котором победителем стал Оргрим. Согласно руководству к Warcraft III: Reign of Chaos, один из спутников Лотара, Туралион, возглавил наступление, обратившее орков в бегство.